# ان‌بی‌دبلیو
ان‌بی‌دبلیو (انگلیسی: EnBW) شرکت برق آلمانی است، که در سال ۱۹۹۷ تأسیس شد.